# Chronologie de la Suède
Pour un article plus général, voir Histoire de la Suède.
Cette chronologie de l'histoire de la Suède nous donne les clés pour mieux comprendre l'histoire de la Suède, l'histoire des peuples qui ont vécu ou vivent dans l'actuelle Suède.

## Préhistoire
- De -3200 à -2300 : culture de la céramique perforée.
- De -1800 à -500/-300 : gravures rupestres de Tanum.

## Antiquité
- Vers 98 : première mention des Suiones dans la Germanie de l'historien romain Tacite.
- Vers 862 : fondation de Novgorod par des Varègues probablement venus de Suède.

## Moyen Âge
- vers 1008 : le roi Olof Skötkonung reçoit le baptême.
- 1143 : les premiers monastères cisterciens de Suède sont fondés à Alvastra et Nydala.
- 1164 : Uppsala devient le siège d'un archevêché.
- 20 juillet 1397 : la reine de Danemark Marguerite Ire fait couronner son petit-neveu Éric de Poméranie roi de Danemark, de Norvège et de Suède à Kalmar. Début de l'union de Kalmar.
- 1434-1436 : Révolte d'Engelbrekt contre la domination danoise.
- 10 octobre 1471 : Sten Sture le Vieil bat Christian Ier à la bataille de Brunkeberg (sv).
- 1477 : fondation de l'université d'Uppsala.

## XVIesiècle
- 4-10 novembre 1520 : Bain de sang de Stockholm.
- 6 juin 1523 : Gustave Vasa est élu roi de Suède. Fin de l'union de Kalmar avec le Danemark et conversion au luthéranisme.
- 18 septembre 1587 : Sigismond Vasa, prince héritier de Suède, catholique, est élu roi de Pologne-Lituanie ; il réunit la couronne de Suède à celle de Pologne de 1592 à 1599.
- 25 septembre 1598 :  Charles IX Vasa, oncle de Sigismond, luthérien, bat son neveu à la  bataille de Stångebro (en) et se fait proclamer régent, puis roi de Suède.

## XVIIesiècle
- 10 août 1628 : naufrage du vaisseau Vasa.
- 7 septembre 1631 : Gustave II Adolphe bat les armées de la Ligue catholique à la bataille de Breitenfeld.
- 6 novembre 1632 : Gustave II Adolphe est tué à la bataille de Lützen.
- 1638-1655 : colonie de Nouvelle-Suède en Amérique du Nord.
- 6 juin 1654 : la reine Christine abdique pour se convertir au catholicisme.
- 26 février 1658 : par le traité de Roskilde, le Danemark cède la Scanie, le Blekinge, le Halland, l'île de Bornholm, le Trøndelag et le Bohuslän à la Suède.
- 6 juin 1660 : par le traité de Copenhague, la Suède rétrocède l'île de Bornholm et le Trøndelag au Danemark.
- 1666 : fondation de l'université de Lund.
- 28 juin 1675 : bataille de Fehrbellin, défaite de la Suède contre l'Électorat de Brandebourg.

## XVIIIesiècle
- Grande guerre du Nord (1700-1721)
  - 8 juillet 1709 : Charles XII est vaincu par le tsar Pierre le Grand à la bataille de Poltava.
- Ère de la Liberté (1718-1772) monarchie constitutionnelle
  - 14 juin 1731 : fondation de la Compagnie suédoise des Indes orientales.
  - 2 juin 1739 : fondation de l'Académie royale des sciences de Suède.
  - 1753 : le calendrier grégorien est introduit en Suède. Le 1er mars suit le 17 février.
- 1772 : coup d'État de Gustave III, fin de l'Ère de la Liberté.
- 20 mars 1786 : fondation de l'Académie suédoise.
- 16 mars 1792 : assassinat du roi Gustave III.

## XIXesiècle
- 21 février 1808 : début de la guerre de Finlande contre la Russie.
- 17 septembre 1809 : fin de la guerre de Finlande. Par le traité de Fredrikshamn, la Suède cède la Finlande à la Russie.
- 3 mars 1813 : par le traité d'Örebro, Jean-Baptiste Bernadotte, maréchal français élu prince héritier de Suède, conclut une alliance secrète avec la Sixième Coalition.
- 18 octobre 1813 : à la bataille de Leipzig, l'armée du Nord donne le coup final à Napoléon.
- 14 janvier 1814 : par le traité de Kiel, le Danemark cède la Norvège à la Suède.
- 17 mai 1814 : la Norvège refuse son union avec la Suède. Celle-ci doit mener une courte guerre de conquête, dernier conflit de l'histoire de la Suède.
- 14 août 1814 : la convention de Moss fonde l'union personnelle entre la Suède et la Norvège.
- 1866 : le Riksdag devient bicaméral.
- 5 mai 1873 : fondation de l'Union monétaire scandinave avec le Danemark. La couronne remplace le riksdaler comme monnaie du royaume.
- 23 avril 1889 : fondation du Parti social-démocrate suédois des travailleurs.
- 1896 : mort de l'industriel Alfred Nobel ; il lègue sa fortune à la fondation du prix Nobel.
- 1898 : fondation de la confédération syndicale Landsorganisation.

## XXesiècle
- 17 octobre 1904 : fondation du parti des Modérés.
- 26 octobre 1905 : le roi Oscar II reconnaît l'indépendance de la Norvège. Fin de l'union personnelle entre la Suède et la Norvège.
- 1909 : le suffrage universel masculin est instauré.
- 1912 : Stockholm accueille les Jeux olympiques.
- 1919 : les femmes obtiennent le droit de vote.
- 30 juin 1921 : la peine de mort est abolie pour crimes en temps de paix.
- 19 novembre 1946 : la Suède adhère à l'Organisation des Nations unies.
- 3 septembre 1967 : Dagen H : le sens de circulation passe de gauche à droite.
- 1971 : le Riksdag devient monocaméral.
- 1er janvier 1975 : la Suède adopte une nouvelle constitution.
- 28 février 1986 : le Premier ministre Olof Palme est assassiné à Stockholm.
- 1er janvier 1995 : la Suède adhère à l'Union européenne.
- 1er janvier 2000 : séparation de l'Église et de l'État.

## XXIesiècle
- 10 septembre 2003 : la ministre des Affaires étrangères Anna Lindh est assassinée à Stockholm.
- 1er mai 2009 : le mariage homosexuel devient légal.
- 1er mars 2024 : la Suède rejoint l’OTAN